# Sijtwendetunnel
De Sijtwendetunnel is een reeks van drie afzonderlijke tunnels in de N14 in de Nederlandse gemeente Leidschendam-Voorburg.
Van noord naar zuid zijn dit de Spoortunnel, de Parktunnel en de Vliettunnel. Het tunnelstelsel verbindt de A4 met de N44/A44 en is onderdeel van de Noordelijke Randweg Haagse Regio (NORAH).
De tunnels vormden onderdeel van het bouwproject Sijtwende dat ook een grootschalige gebiedsontwikkeling omvatte.

## Achtergrond

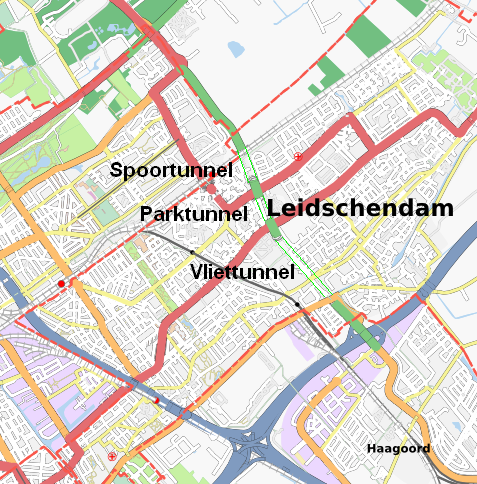
Locatie van de drie tunnels (Sijtwendetunnel)

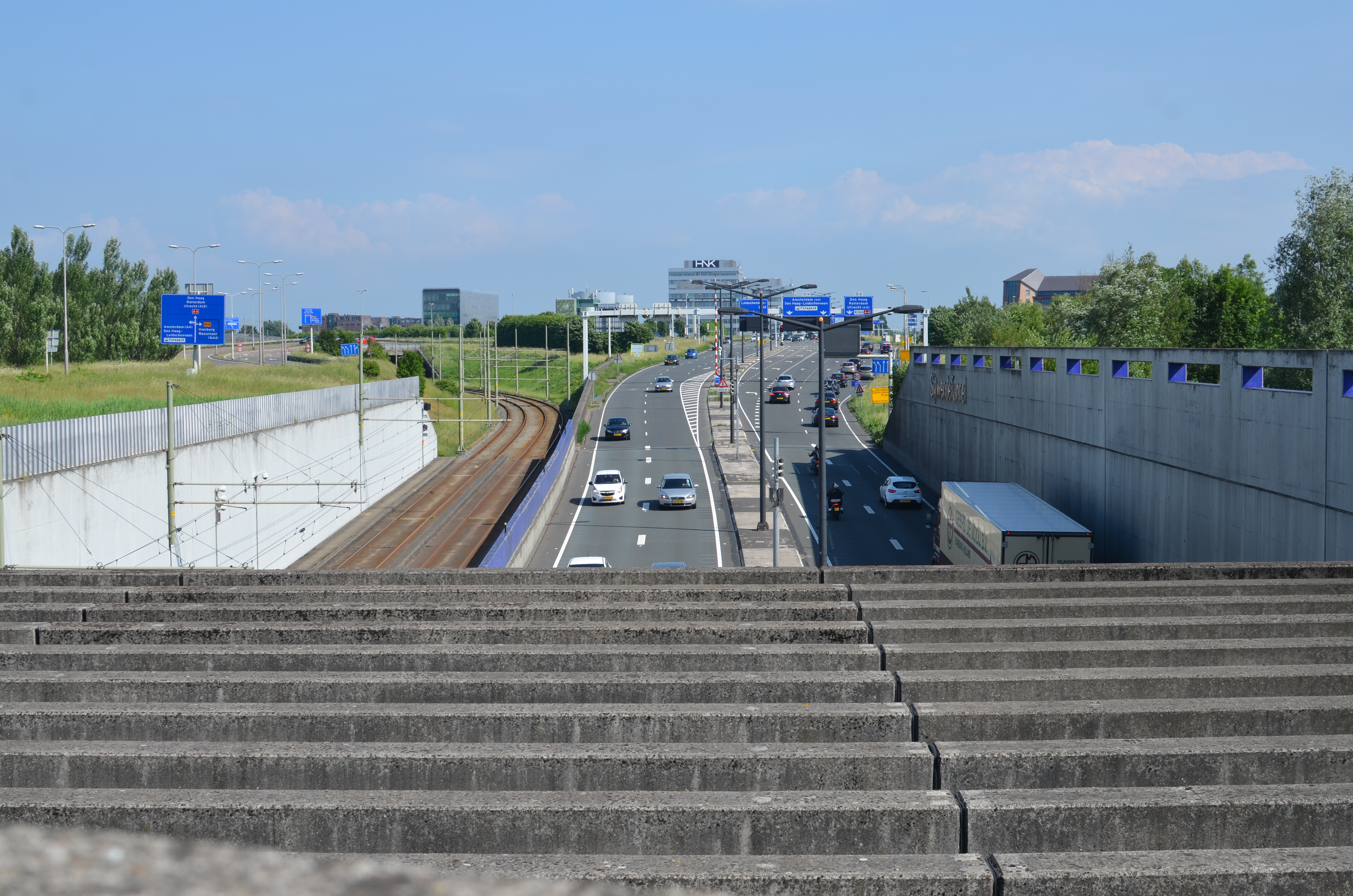
De zuidelijke toegang tot de tunnel.

De toenmalige gemeente Voorburg had bezwaren tegen het oorspronkelijke plan voor de N14. Onder druk van de minister van verkeer en waterstaat en van de provincie moest de gemeente met een alternatief plan komen. Dit plan is in samenwerking met het ministerie van verkeer en waterstaat uitgevoerd. De start van de uitvoering werd versneld door de aanwijzing van de provincie Zuid-Holland met betrekking tot de realisatie van de N14. Een gedeelte van de N14 is aangelegd in combinatie met een tunnel voor openbaar vervoer en woningbouw pal naast de overdekte gedeeltes van de randweg. De tunnels en de woningen liggen tussen Leidschendam en Voorburg in, twee plaatsen die sinds 2002 samen de gemeente Leidschendam-Voorburg vormen.
Pal tegen het tunnelcomplex aan is een woningbouwproject gerealiseerd. De straatjes staan loodrecht op de tunnels en bestaan voor een deel uit traptredes om het hoogteverschil tussen het maaiveld en het tunneldak te overbruggen. Ook de woningen verspringen in hoogte. Vanwege het uiterlijk heeft een gedeelte van de nieuwe straatjes Italiaanse namen gekregen. Recht boven de tunnels zijn geen woningen gebouwd, omdat de meerkosten van de voorzieningen niet zouden bijdragen aan een belangrijke basis van het project namelijk dat de woningen financieel bijdragen aan de financiering van de meerkosten van de infrastructuur.
De tunnel werd in november 2003 geopend door koningin Beatrix. Een week daarvoor werd eenmalig een tunnelloop georganiseerd door de gemeente Leidschendam-Voorburg.

## Techniek
De Sijtwendetunnel bestaat feitelijk uit meerdere tunnels die achter en naast elkaar gelegen zijn. Er zijn drie achter elkaar gelegen autotunnels met elk twee tunnelbuizen. De meest oostelijke tunnel is met 1200 meter de langste tunnel. Deze kruist de Vliet waarna hij nog 500 meter onder het maaiveld doorgaat. Hierna wordt de Prins Bernhardlaan gekruist, waarna er een tweede tunnel is, met een lengte van 275 meter en uitgevoerd als een holle dijk. De tweede straat die gekruist wordt is de mgr. Van Steelaan, gevolgd door een derde tunnel met een lengte van 400 meter, die onder het maaiveld gaat om onder de spoorlijn Leiden - Den Haag door te gaan. Naast dit deel is er aan de zuidwestzijde ook een onderdoorgang voor fietsers en voetgangers.
Parallel aan de oostelijke tunnel is een tramtunnel gerealiseerd, inclusief ondergrondse halte. De tunnel wordt gebruikt door tram 19, die Leidschendam met Delft verbindt en daarbij ook Leidschenveen en Ypenburg aandoet. De tramtunnel is in 2010 in gebruik genomen.
De ondergrondse gedeeltes van het project zijn uitgevoerd als openbouwputten, terwijl de bovengrondse segmenten gebouwd zijn door de woningen er trapsgewijs tegen aan te bouwen, afgewisseld met schuine taluds op de plaatsen waar geen woningen staan. Het aquaduct onder de Vliet door is uitgevoerd in twee fases, omdat de doorvaart voor de scheepvaart wel gegarandeerd moest worden. Het 500 meter lange ondergrondse gedeelte dat volgt maakt gebruik van een kleilaag voor waterkering, in combinatie met stalen damwanden.
Meestal wordt met de Sijtwendetunnel de combinatie van de drie aparte tunnels bedoeld; soms verwijst het naar de Vliettunnel.

## Veiligheid
In de tunnel is aandacht besteed aan de veiligheid: bij de aanleg van de tunnel is onderzocht wat de beste methodieken zijn om de verkeersveiligheid in relatief kleine tunneldelen (smal en sommige kort) te vergroten. Eerst is dit geprobeerd door de zogenoemde 'streetprint' in de tunnel. Dit zijn de stukken in de tunnel waar het lijkt of er grijze straatstenen in het asfalt liggen. In sommige tunneldelen is dat in het midden tussen de witte markering aangelegd en soms alleen aan de zijkanten. In de praktijk werd vrij snel na in gebruikname duidelijk dat dit niet effectief was. Hier moest dus iets anders voor worden bedacht.
Onderzoek van TNO heeft het ontwerp van een zwarte ribbel als uitkomst gehad. Deze wordt in veelvouden aan de buitenkant van de rijbaan geplaatst en maken bestuurders alert wanneer zij te dicht op of zich in de richting van de tunnelwand begeven. Weggebruikers worden hierdoor als het ware naar het midden van de tunnel geleid om de ribbels te vermijden. Het gevolg hiervan is dat men, nu er dichter op elkaar wordt gereden, langzamer gaat rijden wat past bij de lagere wegcategorie (autoweg 50 km/uur en 70 km/uur) van de tunnel. Dit heeft dan weer een positief effect op de verkeersveiligheid.
Ten slotte zijn er bij de aanleg ook grijsvlakken aan de zijkant van de asfaltlaag aangebracht om zo de tunnel optisch smaller te laten lijken. Dit heeft ook een verlaging van de snelheid tot gevolg. 
Ondanks die maatregelen gebeuren er toch veel ongelukken in/bij de tunnels op de N14. Tussen 2014 en 2016 alleen al registreerde de politie er 178 ongevallen. De weg wordt daarom aangemerkt als "het meest gevaarlijk", en krijgt maar één van de vijf sterren in een onderzoek van RTL Nieuws en professor Bert van Wee.

## Naamgeving
Sijtwende is een oud synoniem van landscheiding. De Sijtwende is genoemd naar de Landscheiding, die de grens, en tevens de waterscheiding, is tussen Rijnland en Delfland. De tunnel ligt precies op de oude grens. Ook de N14 volgt die grens grotendeels.